# Águas Frias
Águas Frias là một đô thị thuộc bang Santa Catarina, Brasil. Đô thị này có diện tích 75,162 km², dân số năm 2007 là 2551 người, mật độ 27,1 người/km².